# Puppy Love
Puppy Love är en tredje singeln av rapparen Lil' Bow Wow (med R&B-gruppen Jagged Edge) från hans debutalbum Beware of Dog.

## Topplistan
| Topplistan (2001)                    | Högsta position |
| ------------------------------------ | --------------- |
| U.S. Billboard Hot 100               | 75              |
| U.S. Billboard Hot R&B/Hip-Hop Songs | 27              |